# Gosautal
Gosautal är en dal i Österrike.   Den ligger i förbundslandet Oberösterreich, i den centrala delen av landet, 220 km väster om huvudstaden Wien.
I omgivningarna runt Gosautal växer i huvudsak blandskog. Runt Gosautal är det ganska tätbefolkat, med 70 invånare per kvadratkilometer.